# Asteromella quercifolii
Asteromella quercifolii är en svampart som beskrevs av C. Massal. 1889. Asteromella quercifolii ingår i släktet Asteromella, klassen Dothideomycetes, divisionen sporsäcksvampar och riket svampar.   Inga underarter finns listade i Catalogue of Life.